# Pleasant Valley, Texas
Pleasant Valley là một thị trấn thuộc quận Wichita, tiểu bang Texas, Hoa Kỳ. Năm 2010, dân số của thị trấn này là 336 người.

## Dân số
- Dân số năm 2000: 408 người.
- Dân số năm 2010: 336 người.